# A Whiter Shade of Pale
«A Whiter Shade of Pale» (с англ. — «Белее бледного») — дебютный сингл группы Procol Harum, одна из самых известных композиций этой группы.
Издана в виде первого сингла группы Procol Harum (12 мая 1967 года, с композицией «Lime Street Blues» на второй стороне), а также в качестве первого трека в американском издании дебютного альбома (сентябрь 1967 года).
Песня достигла № 1 в британском чарте синглов (UK Singles Chart) 8 июня 1967 года и оставалась на этом месте в течение шести недель. Без особой рекламы она достигла № 5 в американских чартах. Также занимала первую позицию в чартах Нидерландов, Германии, Австралии, Ирландии.
«A Whiter Shade of Pale» входит в число менее чем 30 синглов всех времён, которые были проданы в количестве более чем 10 млн копий по всему миру. В 2004 году журнал Rolling Stone поместил её на 57-е место в своем списке «500 величайших песен всех времён».

## Музыка и текст
Песню сочинил Гэри Брукер на стихи Кита Рида. Мелодия песни навеяна музыкой И. С. Баха. Её стилистические прототипы находят, например, в популярном протестантском хорале «Wachet auf, ruft uns die Stimme» (Бах обрабатывал его несколько раз, в том числе, в кантате № 140), в симфонии к кантате № 156, в оркестровой Сюите для оркестра № 3 Ре мажор (BWV 1068) и т. п. В 2009 году по решению Палаты лордов Брукер поделил авторство музыки с Метью Фишером.

«На самом деле никто не знает, почему же „Whiter Shade…“ пользовалась такой популярностью. В момент записи ощущалась какая-то особая магия и, если бы тогда сломался магнитофон или кончилась плёнка, не думаю, что мы смогли бы заново записать то же самое. Да, это была именно магия — теперь, когда всё оттачивают, полируют и пропускают через мясорубку, она встречается редко. В „Whiter Shade“ есть ноты, которые я вовсе не должен был играть. Сейчас бы я непременно попросил перезаписать тот фрагмент, а тогда… Наверно, это было неотъемлемой частью единого целого».— М. Фишер
.
Кит Рид наткнулся на название и отправную точку песни на вечеринке в доме Гая Стивенса (один из основателей группы, автор названия и продюсер). Гай сказал жене Дайане, что она сильно побелела. Позже Рид перефразировал эти слова. Первоначально текст песни состоял из четырёх куплетов, из которых только два присутствуют на оригинальной записи. Третий куплет можно было услышать на концертах группы, а четвёртый звучал совсем редко. Автор книги «Procol Harum: за пределами „бледности“» (англ. Procol Harum: Beyond the Pale), Клас Йохансен (англ. Claes Johansen), предполагает, что песня «говорит в метафорической форме об отношениях мужчины и женщины, которые после переговоров кончаются половым актом». Эта идея поддерживается Тимом де Лайлом в книге «Жизнь величайших песен», который отмечает, что текст говорит о соблазнении в состоянии алкогольного опьянения, которое описывается намёками, мифологическими и буквальными, на секс в виде путешествия, обычно морского. Прочие наблюдатели также заявляли, что текст говорит о сексуальных взаимоотношениях.

## Кавер-версии
Известно более 900 записанных кавер-версий, исполненных другими исполнителями.
- 1967 — The Box Tops в альбоме The Letter Neon Rainbow (своя версия).
- 1967 — свою версию под названием Les Orgues D’antan выпустила французская певица Nicoletta.
- 1978 — Джо Кокер выпустил свою версию A Whiter Shade of Pale в альбоме Luxury You Can Afford. Он также включил эту песню в сет-лист своих выступлений в этот же период времени.
- 1983 — The Shadows сделали инструментальный кавер песни.
- 1988 — пианист Дэвид Ланц сделал кавер песни в своем альбоме Cristofori’s Dream с участием Мэтью Фишера на органе Hammond.
- 1989 — в альбоме «Force Majeure» хеви-метал группы Doro.
- 1991 — Песню пели герои фильма The Commitments.
- 1995 — в альбоме Medusa Энни Леннокс.
- 1998 — Вышла на итальянском языке в альбоме кавер версий Аль Бано «Il nuovo concerto».

## Саундтреки
- 1983 — «Большое разочарование»
- 1986 — «Выходной день Ферриса Бьюллера» (сцена посещения музея искусств в Нью-Йорке).
- 1987 — «Уитнэйл и я» (кавер-версия Кинга Кёртиса[англ.]; фоном идёт запись одного из его последних концертных выступлений 1971 года[10][11][12]).
- 1987 — Мини-сериал «Вьетнам, до востребования» / Vietnam. Режиссёр: Джон Дайган, Крис Нунен. (в конце пятой серии)
- 1995 — «Сеть» («The Net», кавер-версия Энни Леннокс) с Сандрой Буллок (Sandra Bullock) в главной роли.
- 1996 — «Рассекая волны» (Breaking the Waves). Режиссёр Ларс фон Триер.
- 1999 — «Десятое королевство» (The 10th Kingdom)[13] (в эпизоде с поющими грибами на болоте).
- 2009 — «Рок-волна» (The Воаt That Rocked[14] (в эпизоде с тонущим судном).
- 2010 — Сериал «Доктор Хаус» (House M.D.) сезон 6, эпизод 16 (в конце серии; первые несколько тактов главный герой играет на Органе Хаммонда сам).
- 2011 — В качестве основной темы первой киноновеллы «Life Lessons» (именно её слушает художник (роль Ника Нолти) фильма режиссёра Мартина Скорсезе (трилогия «Нью-йоркские истории» Скорсезе, Копполы и Аллена)[15].
- 2011 — «В доме отца» («Casa de mi Padre»).
- 2013 — «Oblivion» с Томом Крузом (любимая песня главного героя).
- 2013 — Сериал «Революция» 2 сезон 4 серия «Игры патриота» — проигрывается на старом патефоне в палатке лагеря.